# Ocean Machine - Live at the Ancient Roman Theatre Plovdiv
Ocean Machine - Live at the Ancient Roman Theatre Plovdiv è il terzo album dal vivo del gruppo musicale canadese Devin Townsend Project, pubblicato il 6 luglio 2018 dalla Inside Out Music.

## Descrizione
Contiene la registrazione integrale del concerto tenuto dal gruppo presso il Teatro romano di Plovdiv, durante il quale è stato eseguito nella sua interezza il primo album in studio di Townsend Ocean Machine: Biomech e una selezione di brani votati dai fan. Durante l'esecuzione di Ocean Machine ha partecipato in qualità di ospite d'eccezione il bassista originario John Harder.

Riguardo alla pubblicazione e al concerto, il frontman ha dichiarato:
La pubblicazione è stata anticipata tra maggio e giugno dai video di Truth e Regulator, entrambi resi disponibili anche per il download digitale.

## Tracce
Testi e musiche di Devin Townsend, eccetto dove indicato.
CD 1 – By Request
1. Truth – 5:58
2. Stormbending – 6:04 (musica: Devin Townsend, Dave Young, Brian Waddell, Ryan Van Poederooyen, Mike St-Jean)
3. Om – 6:47
4. Failure – 6:25 (musica: Devin Townsend, Dave Young, Brian Waddell, Ryan Van Poederooyen, Mike St-Jean)
5. By Your Command – 8:45
6. Gaia – 7:03
7. Deadhead – 8:24

CD 2 – By Request
1. Canada – 7:21
2. Bad Devil – 5:39
3. Higher – 10:19 (musica: Devin Townsend, Dave Young, Brian Waddell, Ryan Van Poederooyen, Mike St-Jean)
4. A Simple Lullaby – 8:25
5. Deep Peace – 7:51

CD 3 – Ocean Machine
1. Seventh Wave – 7:00
2. Life – 4:37
3. Night – 4:51
4. Hide Nowhere – 5:31
5. Sister – 2:42
6. 3 A.M. – 1:29
7. Voices in the Fan – 4:36
8. Greetings – 2:56
9. Regulator – 5:22
10. Funeral – 7:58
11. Bastard – 9:58
12. The Death of Music – 10:49
13. Thing Beyond Things – 5:06

BD/DVD 1
1. Preamble – 1:47
2. Truth – 4:35
3. Stormbending – 6:01 (musica: Devin Townsend, Dave Young, Brian Waddell, Ryan Van Poederooyen, Mike St-Jean)
4. Om – 6:48
5. Failure – 6:27 (musica: Devin Townsend, Dave Young, Brian Waddell, Ryan Van Poederooyen, Mike St-Jean)
6. By Your Command – 8:46
7. Gaia – 7:00
8. Deadhead – 8:27
9. Canada – 7:13
10. Bad Devil – 5:50
11. Higher – 10:19 (musica: Devin Townsend, Dave Young, Brian Waddell, Ryan Van Poederooyen, Mike St-Jean)
12. A Simple Lullalby – 8:19
13. Deep Peace – 11:05
14. Seventh Wave – 6:56
15. Life – 4:37
16. Night – 4:51
17. Hide Nowhere – 5:31
18. Sister – 2:43
19. 3 A.M. – 1:27
20. Voices in the Fan – 4:36
21. Greetings – 2:56
22. Regulator – 5:23
23. Funeral – 7:24
24. Bastard – 10:35
25. The Death of Music – 10:48
26. Thing Beyond Things – 6:42
27. Credits – 4:37

BD/DVD 2
1. Reflecting the Chaos – 28:47

## Formazione
Gruppo
- Devin Townsend – chitarra, voce, arrangiamenti sinfonici (Truth)
- Dave Young – chitarra, cori
- Ryan Van Poederooyen – percussioni
- Mike St-Jean – tastiera
- Brian Waddell – basso

Altri musicisti
- Orchestra and Choir of State Opera Plovdiv – orchestra e coro
- Levon Manukyan – conduzione, arrangiamenti sinfonici (eccetto Truth)
- George Miltiyadoff – arrangiamenti sinfonici (eccetto Truth)
- Niels Bye-Nielsen – arrangiamenti sinfonici (Truth)
- John Harder – basso (Ocean Machine)

Produzione
- Paul M Green – regia, produzione, montaggio
- Devin Townsend – caporedattore, produzione e missaggio musica, missaggio 5.1
- Andy Farrow – produzione esecutiva
- Mike Foster – missaggio 5.1
- Mike Young – ingegneria del suono aggiuntiva
- Dave Young – ingegneria del suono aggiuntiva
- Troy Glessner – mastering